# Чемекова, Ольга Ивановна
О́льга Ива́новна Чеме́кова (в девичестве – Му́рина) (14 июня 1885, Нолинск, Нолинский уезд, Вятская губерния, Российская империя ― 2 февраля 1974, Алушта, Крымская область, Украинская ССР, СССР) ― русский советский педагог, партийный деятель. Учитель Козьмодемьянской средней школы для глухонемых детей (с 1940). Заслуженный учитель школы РСФСР (1951). Делегат первого Всесоюзного съезда учителей (1925). Член ВКП(б) с 1927 года.

## Биография
Родилась 14 июня 1885 года в городе Нолинск ныне Нолинского района Кировской области.
В 1905 году окончила Уржумскую женскую гимназию.
В 1905―1930 годах ― учитель в сельских школах Уржумского уезда, Мари-Турекского, Сернурского, Новоторъяльского районов Марийской автономной области. В 1925 году избиралась делегатом первого Всесоюзного съезда учителей. 
С 1930 года ― учитель в г. Козьмодемьянске МАО.
В 1927 году вступила в ВКП(б). В 1935 году окончила кусы пропагандистов в г. Горький, в 1937 году ― курсы пропагандистов в г. Йошкар-Оле.
В 1932―1940 годах работала в Горномарийском райкоме ВКП(б), затем вновь находилась на педагогической работе: работала учителем Козьмодемьянской средней школы для глухонемых детей.
В 1951 году ей присвоено почётное звание «Заслуженный учитель школы РСФСР». Награждена медалями.
Скончалась 2 февраля 1974 года в крымской Алуште.

## Семья
Была мачехой советского поэта, прозаика, члена Союза писателей СССР И. С. Чемекова и марийского деятеля сельского хозяйства Л. С. Чемекова.

## Звания и награды
- Заслуженный учитель школы РСФСР (1951)[1][2]
- Медаль «За доблестный труд в Великой Отечественной войне 1941—1945 гг.» (1946)
- Юбилейная медаль «За доблестный труд. В ознаменование 100-летия со дня рождения Владимира Ильича Ленина» (1970)